# Eixo Anhanguera
Eixo Anhanguera é um corredor de transporte coletivo exclusivo, na modalidade BRT, localizado em  Goiânia, Goiás. Em seus 14 km de extensão, faz a ligação entre os extremos leste e oeste da capital, através da Avenida Anhanguera, uma das mais importantes da cidade, transportando cerca de 240 mil passageiros por dia. Ao longo de seu percurso, compreendido entre os Terminais Padre Pelágio, no Bairro Ipiranga e Novo Mundo, no bairro de mesmo nome, atravessa mais três terminais de integração, os chamados Terminal Dergo, Terminal Praça "A" e Terminal Praça da Bíblia, que oferecem aos usuários conexões com linhas de ônibus alimentadoras com destinos variados dentro do município de Goiânia e mais 18 municípios em sua Região Metropolitana.
Sua concessão é explorada pela Metrobus, empresa de economia mista cujo acionista majoritário é o Governo de Goiás, por força do contrato firmado em 20 de abril de 2011, com vigência de 20 anos prorrogáveis por mais 20 anos.
No ano de 2014, foram inauguradas três extensões metropolitanas, com destinos finais os terminais urbanos das cidades de Senador Canedo, Trindade e Goianira. As extensões não são realizadas em vias segregadas, mas são utilizados os mesmos veículos da linha tronco, e ainda não há previsão para adaptação das estações em tais trajetos.

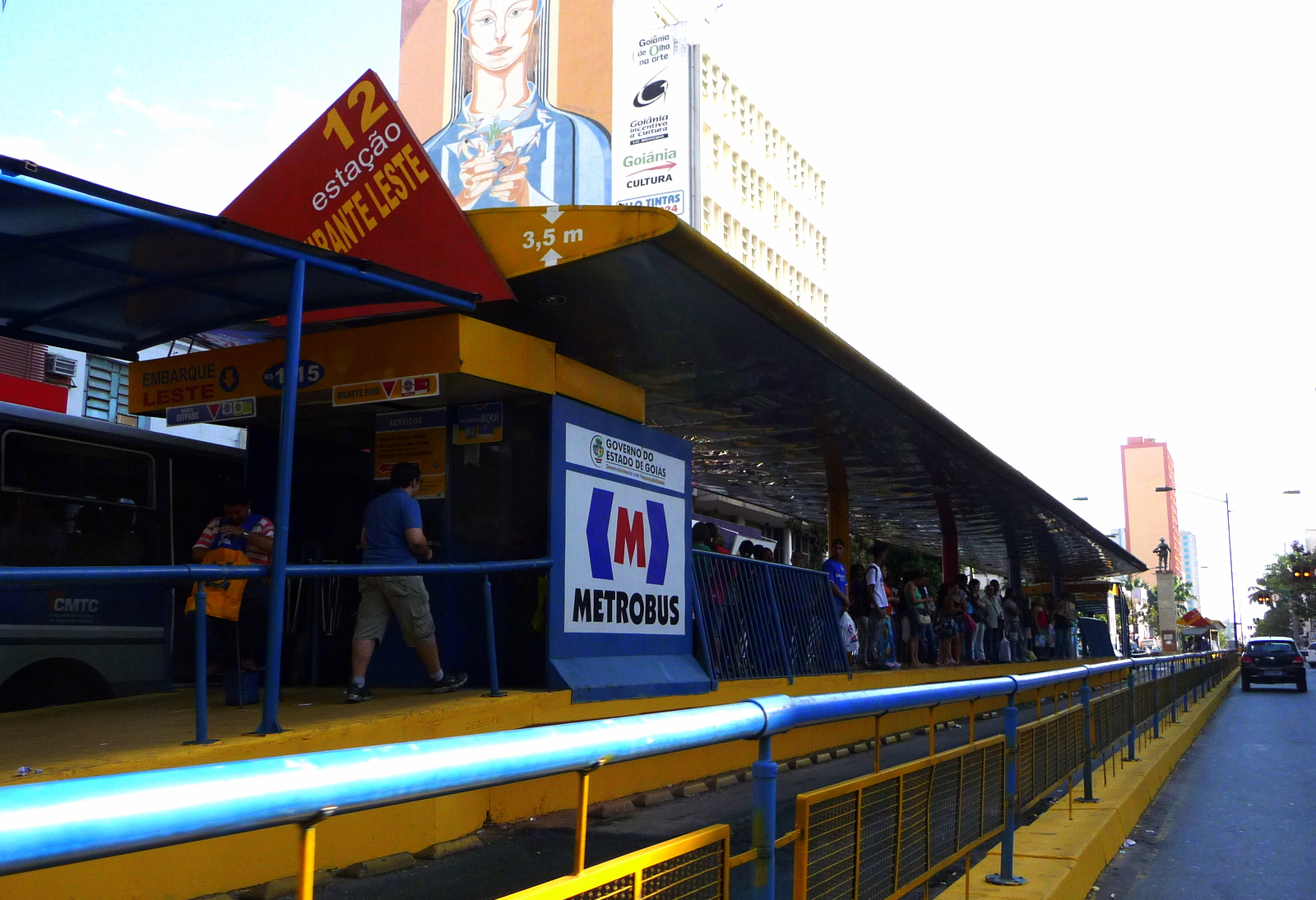
Antiga Estação Bandeirante Leste, hoje chamada de Estação Rua 7.

## História
O Eixo Anhanguera foi implementado na capital goiana na década de 1970 como uma nova opção de transporte mais eficiente, diante do crescimento cada vez mais desordenado da cidade, em contraste com o plano original de um espaço totalmente planejado. Concebido pelo urbanista Jaime Lerner, também responsável pelo sistema de Curitiba, o projeto teve como base a Avenida Anhanguera — principal ligação entre o Centro de Goiânia e o Setor Campinas à época — e propôs sua transformação em um eixo estruturador de transporte de massa e desenvolvimento urbano.
A operação com via segregada no canteiro central teve início em 1976. Naquele ano, cerca de 36 mil pessoas utilizavam o sistema, que inicialmente funcionava entre os terminais Dergo, no Setor Rodoviário, e Praça da Bíblia, no Setor Leste Universitário, passando pelo Terminal Praça A, em Campinas. Essas estruturas funcionavam apenas como estações, e o eixo original possuía 8,5 km de extensão. A inauguração ocorreu em novembro de 1976, com a presença do então presidente Ernesto Geisel. Os terminais foram implantados apenas em 1978, para atender à crescente demanda de passageiros.
Alguns anos depois, a linha foi estendida até os terminais Padre Pelágio, voltado à região de Trindade, e Novo Mundo, em direção a Senador Canedo, acompanhando a expansão urbana ao longo da Avenida Anhanguera. A segregação da via, que antes era feita por meio de tachões fixados ao asfalto, passou a ser realizada por canaletas centrais, reforçando o modelo de corredor exclusivo proposto pelo urbanista.

Em 1998, foram inauguradas as estações com piso elevado, o que facilitou o embarque dos usuários, que passaram a pagar a tarifa antes de entrar nos ônibus — condição que se mantém até hoje na linha principal. A operação, anteriormente sob responsabilidade da estatal Transurb, foi transferida para a empresa de economia mista Metrobus.

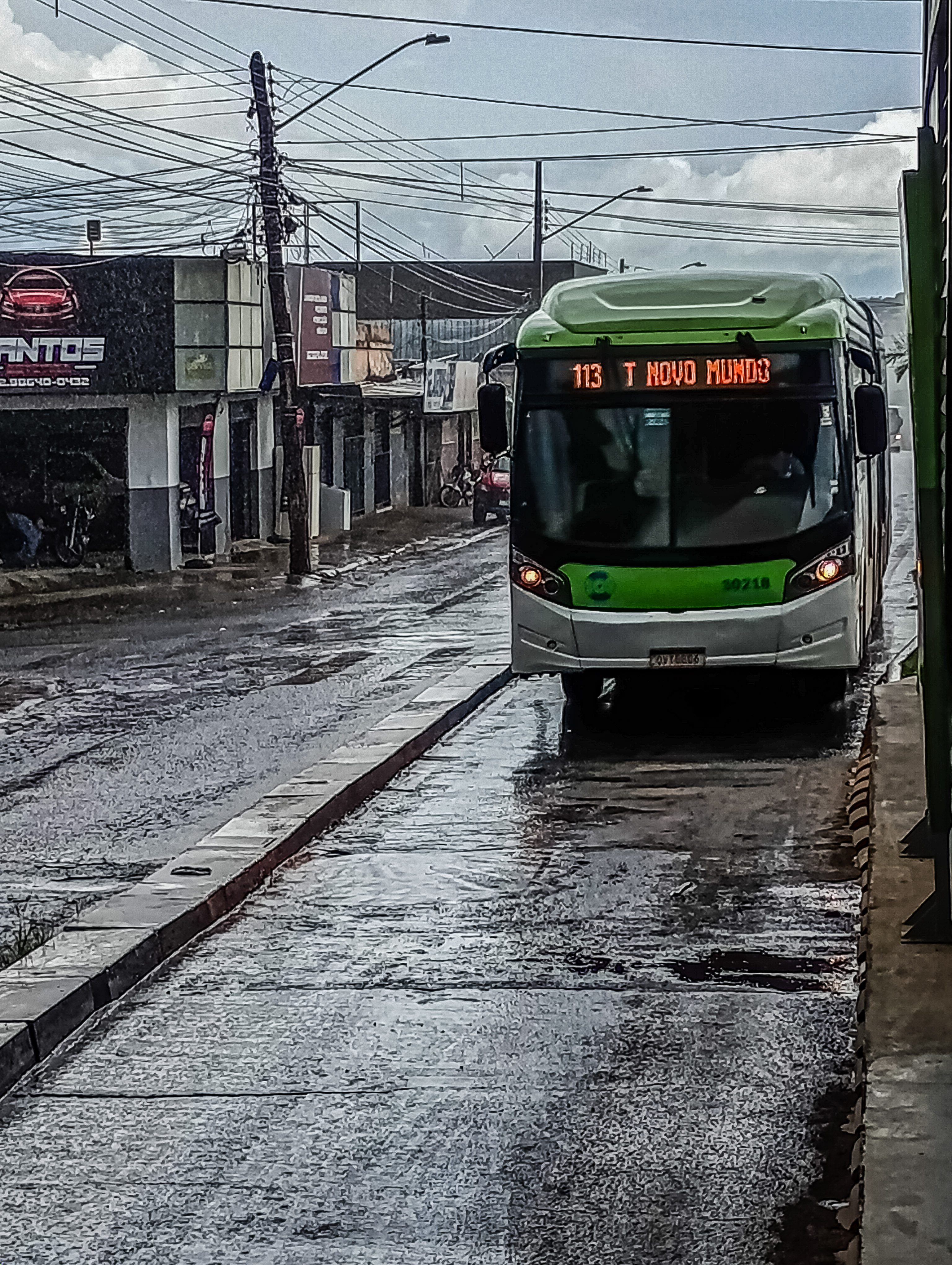
Eixo Anhanguera chegando à estação, em 2025.

Durante a década de 2000 e início da década de 2010, projetos de transformação do Eixo Anhanguera em um sistema metroviário ou de VLT foram concebidos, mas nenhum foi levado adiante. Uma licitação para um VLT chegou a ser aberta e vencida em 2013, mas obras nunca começaram.
No ano de 2014, foi anunciada para o mês de setembro o início das operações na extensão do Eixo Anhanguera. Na prática, não se trata de um BRT, mas sim de linhas de ônibus convencionais operadas por veículos articulados e biarticulados cuja tarifação e integração seria cem porcento iguais ao Eixo Anhanguera. As extensões metropolitanas passaram a ligar o Eixo Anhanguera aos municípios de Trindade, por meio da GO-060 também conhecida como Rodovia dos Romeiros, Senador Canedo, por meio da GO-403 e Goianira, por meio da GO-070.
Durante a pandemia de COVID-19, as linhas de extensão do Eixo Anhanguera, que atuavam em um formato BRS, foram incorporadas ao corredor da linha principal. A mudança, motivada pela queda de demanda dos usuários, fez com que o serviço deixasse de ser tronco-alimentado e todas as linhas adotassem a modalidade de eixo, ligando um município específico as centralidades que eram atendidas pela linha principal.
Com essas mudanças a linha 001 - Eixo Anhanguera deixou de ser a linha principal do sistema, pois as linhas das extensões passaram a atender toda a Avenida Anhanguera. As linhas 111 e 115 também voltaram a funcionar, a linha 111 também passou a funcionar durante o período de pico da tarde (mais informações na tabela abaixo) e a linha 115 passou a fazer o trajeto Terminal Novo Mundo / Terminal Vera Cruz, sem atender os pontos da GO-060.
Em 2024, o Governo do Estado de Goiás, em parceria com as prefeituras de Goiânia, Aparecida de Goiânia, Senador Canedo, Trindade e Goianira, anunciou o projeto Nova RMTC, um pacote de investimentos no valor de R$ 1,6 bilhão, destinados à reforma dos terminais e estações de integração do Eixo Anhanguera. Até outubro de 2024, 8 das 19 estações estavam completamente reformadas e 2 terminais se encontravam em reforma.

## Protestos
Os ônibus do Eixo Anhanguera já sofreram diversos protestos, tanto nos terminais de ônibus e como fora; diversas vezes as manifestações acabam em vandalismo, como em quebra dos ônibus, terminais e plataformas, ou até mesmo fogo ateado nos ônibus. Em 21 de setembro de 2015, o protesto foi por causa das mudanças das ligações entre Trindade - Goiânia, e Goianira - Goiânia.
Outra medida que desencadeou revolta nos usuários foi o fim da tarifa diferenciada, pois, até 2016, a tarifa no sistema era metade do valor cobrado no restante das linhas, o que deixou de ser praticado, a não ser usuários previamente cadastrados com critérios estabelecidos.

## Linhas
O Eixo Anhanguera opera 6 linhas do sistema de transporte público da Região Metropolitana de Goiânia, sendo 1 linha principal e outras cinco derivadas, que fazem parte da extensão metropolitana. Após a pandemia de Covid-19 a Metrobus e CMTC (Companhia Metropolitana de Transportes Coletivos) fizeram modificações que transformaram as linhas das extensões em linhas diretas, as linhas passaram a transitar por todas as estações da Avenida Anhanguera.
| Linha | Terminais | Serviço  | Estações                        | Funcionamento                                                       |
| ----- | --- | -------- | ------------------------------- | ------------------------------------------------------------------- |
| 110   | T. Pe. Pelágio / T. Sen. Canedo                                                                                                 | Regular  | 25 + paradas ao longo da GO-403 | Diariamente, todo o dia e durante a madrugada no chamado "Corujão". |
| 111   | Direto - T. Sen. Canedo / T. Bíblia                                                                                             | Expresso | 5 + atendimento ao PED 5483     | Dias úteis, das 5h às 6:45 e das 16h às 18:40.                      |
| 112   | T. Novo Mundo / T. Trindade - Via T. Vera Cruz (durante a noite intercala com: T. Trindade / T. Pe. Pelágio - Via T. Vera Cruz) | Regular  | 26 + paradas ao longo da GO-060 | Diariamente, das 5h à meia-noite.                                   |
| 113   | T. Novo Mundo / T. Goianira (durante o período noturno: T. Goianira / T. Pe. Pelágio)                                           | Regular  | 26 + paradas ao longo da GO-070 | Diariamente, das 5h à meia-noite.                                   |
| 115   | Direto - T. Praça A / T. Vera Cruz                                                                                              | Expresso | 9                               | Dias úteis, 15h25 às 19h.                                           |
| 116   | T. Vera Cruz / T. Novo Mundo (entre 5h e 8h, aos dias úteis e sábados: T. Vera Cruz / T. Bíblia)                                | Regular  | 25 + paradas ao longo da GO-060 | Diariamente, das 5h às 18h.                                         |
| 117   | T. Pe. Pelágio / T. Novo Mundo                                                                                                  | Regular  | 24                              | Dias úteis, das 5h às 18h.                                          |

Mapa completo das Estações e Terminais do Eixo Anhanguera e extensões.

As linhas do Eixo Anhanguera se integram com as demais linhas alimentadoras da rede de transportes coletivos da região metropolitana através dos 9 terminais de integração pelos quais o sistema passa.